# Ali Benhalima
Ali Benhalima (Oran, Argelia francesa, 21 de enero de 1962) es un exfutbolista de Argelia que jugaba en la posición de defensa.

## Carrera

### Club
| Periodo   | Club      |
| --------- | --------- |
| 1980-1988 | ASM Oran  |
| 1988–1990 | MC Oran   |
| 1990–1993 | UE Lleida |

### Selección nacional
Jugó para Argelia en 26 ocasiones de 1986 a 1992 y anotó un gol; participó en tres ediciones de la Copa Africana de Naciones donde fue campeón en la edición de 1990.

## Logros

### Club
- Liga Adelante: 1993

### Selección nacional
- Copa Africana de Naciones: 1990
- Copa de Naciones Afroasiáticas: 1991

### Individual
- Equipo Ideal de la Copa Africana de Naciones 1990